# Liste der Kulturdenkmäler in Maberzell
Die folgende Liste enthält die in der Denkmaltopographie ausgewiesenen Kulturdenkmäler auf dem Gebiet des Ortsteils Maberzell der  Stadt Fulda, Landkreis Fulda, Hessen.
Hinweis: Die Reihenfolge der Denkmäler in dieser Liste orientiert sich an der Anschrift, alternativ ist sie auch nach der Bezeichnung oder der Bauzeit sortierbar.
Kulturdenkmäler werden fortlaufend im Denkmalverzeichnis des Landes Hessen durch das Landesamt für Denkmalpflege Hessen auf Basis des Hessischen Denkmalschutzgesetzes (HDSchG) geführt. Die Schutzwürdigkeit eines Kulturdenkmals hängt nicht von der Eintragung in das Denkmalverzeichnis des Landes Hessen oder der Veröffentlichung in der Denkmaltopographie ab.

Das Vorhandensein oder Fehlen eines Objekts in dieser Liste ist keine rechtsverbindliche Auskunft darüber, ob es Kulturdenkmal ist oder nicht: Diese Liste entspricht möglicherweise nicht dem aktuellen Stand der offiziellen Denkmaltopographie. Diese ist für Hessen in den entsprechenden Bänden der Denkmaltopographie Bundesrepublik Deutschland und im Internet unter DenkXweb – Kulturdenkmäler in Hessen einsehbar. Auch diese Quellen sind, obwohl sie durch das Landesamt für Denkmalpflege Hessen aktualisiert werden, nicht immer aktuell, da es im Denkmalbestand immer wieder Änderungen gibt.
Eine verbindliche Auskunft erteilt allein das Landesamt für Denkmalpflege Hessen.
Nutze diese Kartenansicht, um Koordinaten in der Liste zu setzen. In dieser Kartenansicht sind Kulturdenkmale ohne Koordinaten mit einem roten bzw. orangen Marker dargestellt und können in der Karte gesetzt werden. Kulturdenkmale ohne Bild sind mit einem blauen bzw. roten Marker gekennzeichnet, Kulturdenkmale mit Bild mit einem grünen bzw. orangen Marker.

## Maberzell
| Bild            | Bezeichnung                                                       | Lage                                             | Beschreibung | Bauzeit                        | Objekt-Nr. |
| --------------- | ----------------------------------------------------------------- | ------------------------------------------------ | ------------ | ------------------------------ | ---------- |
| weitere Bilder  | Gesamtanlage Trätzhof                                             | Lage                                             |              | 1938                           |            |
| Bild gesucht BW | Bildstock                                                         | Am Bildstock LageFlur: 12, Flurstück: 147/30     |              | um 1800                        |            |
| Bild gesucht BW | Bildstock                                                         | Am Heiligenberg LageFlur: 16, Flurstück: 6/17    |              | 1712                           |            |
| Bild gesucht BW | Bildstock                                                         | Am Heiligenberg LageFlur: 16, Flurstück: 83/2    |              | 1852                           |            |
| Bild gesucht BW | Vesperbild                                                        | Am Heiligenberg LageFlur: 16, Flurstück: 82/18   |              | 1733                           |            |
| Bild gesucht BW | Wegekreuz                                                         | Am Ried LageFlur: 23, Flurstück: 50              |              | 1900                           |            |
| Bild gesucht BW | Fachwerkeinhaus                                                   | Am Ried 8 LageFlur: 13, Flurstück: 5/2           |              | 1696                           |            |
| Bild gesucht BW | Fuldaer Hof                                                       | Am Ried 13 LageFlur: 23, Flurstück: 35           |              | 1903/04                        |            |
| Bild gesucht BW | Bildstock                                                         | An der Betz 3 LageFlur: 11, Flurstück: 22/1      |              | 1884                           |            |
| Bild gesucht BW | Gutshof                                                           | Rittlehnstraße 5 LageFlur: 13, Flurstück: 115/1  |              | um 1910                        |            |
| Bild gesucht BW | Ehemalige katholische Pfarrkirche St. Vinzentius und Wehrfriedhof | Rittlehnstraße 6 LageFlur: 13, Flurstück: 17/4   |              | 1847                           |            |
| Bild gesucht BW | Wegekreuz                                                         | Rittlehnstraße 10 LageFlur: 13, Flurstück: 42/10 |              | 1852                           |            |
| Bild gesucht BW | Wohnhaus einer Hofreite                                           | Rittlehnstraße 14 LageFlur: 13, Flurstück: 56/5  |              | Mitte 18. Jahrhundert          |            |
| Bild gesucht BW | Kleinbäuerliches Anwesen                                          | Rittlehnstraße 16 LageFlur: 13, Flurstück: 69/1  |              | 1855                           |            |
| Bild gesucht BW | Wallfahrtskapelle zum heiligsten Herzen Jesu                      | Schulzenberg LageFlur: 15, Flurstück: 62/19      |              | 1899/1900                      |            |
| Bild gesucht BW | Bildstock                                                         | Schulzenberg 4 LageFlur: 12, Flurstück: 51/4     |              | 1. Hälfte des 18. Jahrhunderts |            |